# Джеймс Ніл
Джеймс Ніл (англ. James Neal; 3 вересня 1987, м. Ошава, Канада) — канадський хокеїст, лівий нападник. Виступає за «Вегас Голден Найтс» у Національній хокейній лізі.
Виступав за «Плімут Вейлерс» (ОХЛ), «Айова Старс» (АХЛ), «Даллас Старс», «Піттсбург Пінгвінс», «Нашвілл Предаторс».
В чемпіонатах НХЛ — 429 матчів (169+159), у турнірах Кубка Стенлі — 33 матчі (11+11).
У складі національної збірної Канади учасник чемпіонатів світу 2009 і 2011 (9 матчів, 3+5). У складі молодіжної збірної Канади учасник чемпіонату світу 2007. У складі юніорської збірної Канади учасник чемпіонату світу 2005.
Досягнення
- Срібний призер чемпіонату світу (2009)
- Переможець молодіжного чемпіонату світу (2007)
- Срібний призер юніорського чемпіонату світу (2005).